# Остафьево (аэропорт)
Оста́фьево (ИАТА: OSF, ИКАО: UUMO) — международный бизнес-аэропорт федерального значения в Новомосковском административном округе Москвы, рядом с районом Южное Бутово Юго-Западного административного округа, микрорайон «Гарнизон Остафьево». Обслуживает самолёты бизнес-авиации.
Аэропорт использует одноимённый государственный аэродром совместного базирования, находящийся в ведении МО РФ, который изначально был создан как аэродром НКВД СССР в 1934 году.
В 2000 году аэропорт был реконструирован и открыт для гражданских рейсов. Официальное название — «Остафьево».
В 2024 году стало известно о прекращении использования аэропорта для авиационных полётов.

## Данные аэродрома
- Наименование — Москва (Остафьево), [eng] Moskva (Ostaf’yevo)
- Принадлежность МО РФ
- Позывные: Остафьево АТИС: 127,600; Остафьево транзит: 130,300; Остафьево вышка: 119,200; Небесный старт: 124,000; Небесный подход: 124,000
- КТА N55.50773° E037.50635°
- ВПП основная 07/25 2050х48, покрытие — асфальтобетон
- Освещение постоянное
- Круг полётов RL
- Регламент работы — круглосуточно.

Аэродром класса В по состоянию на 2014 год способен принимать самолёты Ан-12, Ан-74, Ил-18, Як-42, SSJ-100, Ту-134 (ограничения по шуму), Boeing 737, Airbus A320, Airbus A321, Boeing 757, Falcon-900/2000 и все более лёгкие, а также вертолёты всех типов.

## Описание

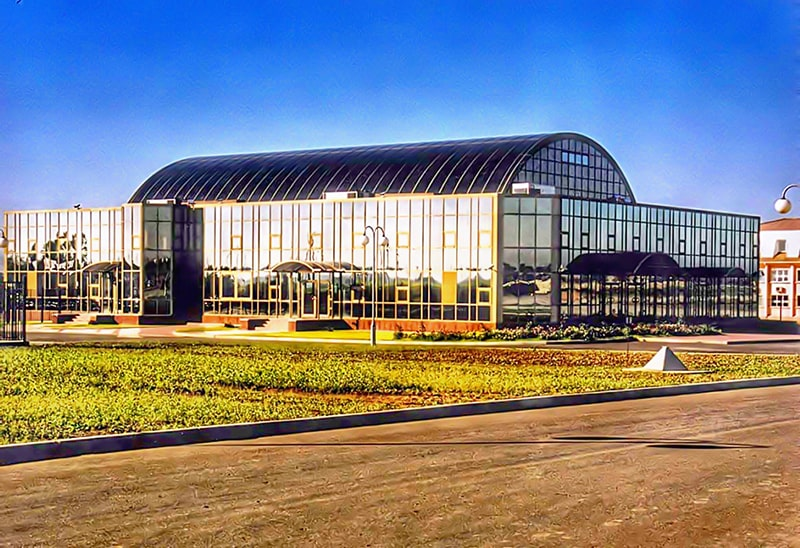
Здание аэропорта Остафьево

### Государственная авиация
Аэродром принадлежит Министерству обороны РФ — базируется транспортная авиация ВМФ, в настоящее время (2021 год) это территориально обособленная авиационная эскадрилья морской авиации ВМФ России, которая организационно входит в 190-й учебный смешанный авиационный полк ВМФ 859-го Центра боевой подготовки и переучивания МА ВМФ РФ (базирование полка — аэродром г. Ейска Краснодарского края).
На вооружении стоят самолёты Ан-26, Ан-24, Ан-72 и Ан-140. Задачи данного подразделения — пассажирские и транспортные перевозки в интересах центрального командования ВМФ РФ. Старший авиационный начальник аэродрома — командир авиационной эскадрильи.

### Гражданская авиация
Помимо военных, на аэродроме базируется дочернее предприятие ОАО «Газпром» — ООО Авиапредприятие «Газпром авиа» и ООО «Шар инк ЛТК».
Остафьево — базовый аэропорт «Газпром авиа». Организацию наземного обслуживания воздушных судов сторонних перевозчиков осуществляет компания ООО «Авиапартнер» — единственный хендлер в Остафьеве.
На основании приказа Министерства транспорта, подписанного в июне 2007 года, в аэропорту Остафьево открыт пункт пропуска через государственную границу.
На аэродроме находится один из немногих сохранившихся в мире летающих самолётов Ил-14. На территории аэродрома находится на хранении единственный у «Газпром авиа» самолёт Ту-134 (с логотипами «Когалымавиа»).

## История[5]
Строительство полевого аэродрома Остафьево вело строительное управление НКВД СССР, аэродром был сдан в 1934 году. О характере и периодичности его использования на раннем этапе достоверных сведений нет.
По информации, требующей проверки, на полевом аэродроме в районе деревни Остафьево с с декабря 1940 года по сентябрь 1941 года работала 1-я московская военная авиационная школа пилотов (1-я ВАШП), вскоре переименованная в Остафьевскую военную авиационную школу пилотов. В связи с тяжёлой обстановкой на советско-германском фронте было принято решение о перебазировании ВАШП во Владимирскую обл., что и было выполнено в первых числах сентября 1941 года.
Первое документально зафиксированное упоминание словосочетания «аэродром Остафьево» относится к 9 февраля 1942 года. В этот день директивой Заместителя Народного Комиссара Обороны Союза ССР за № 338643 в «Остафьевский аэродром специального назначения Главного управления военно-воздушных сил Красной армии» (полное официальное наименование) был переформирован 783-й батальон аэродромного обслуживания 6-го авиационного корпуса военно-воздушных сил Московского военного округа. Приказом Народного Комиссара Обороны за № 00200 от 13 сентября 1942 года (и отданным на его основании 2 октября приказом по ВВС МВО за № 0186) Остафьевский аэродром специального назначения был передан из структуры НКВД в состав 17-й авиационной дивизии дальнего действия. Также на базе аэродрома была развёрнута Первая истребительная воздушная армия Противовоздушной обороны (1-я ИВА ПВО). К этому времени уже был полноценный военный аэродром с двумя взлётно-посадочными полосами и рулёжными дорожками с твёрдым покрытием, и имевший необходимую для его эксплуатации инфраструктуру.
Директивой штаба ВВС Красной армии за № 512043 от 27 февраля 1943 года (и отданного 1 марта на её основании приказа по АДД) Остафьевский аэродром специального назначения был переименован в «Аэродром специального назначения № 5» (АСН № 5), и так он продолжал именоваться до 29 января 1964 года. В то же время АСН № 5 получил условное обозначение «Войсковая часть — полевая почта № 10275». Кроме 17-й АДДД (с 26 марта 1943 года — 2-я гвардейская авиационная дивизия ДД), на аэродроме в годы войны базировались другие части и соединений Авиации дальнего действия — в частности, 1-я, 5-я гвардейская, 73-я вспомогательная авиационные дивизии, а также лётный центр АДД.
В 1944 году на аэродром Остафьево с аэродрома Монино передислоцирован 89-й транспортный авиационный ордена Красной Звезды полк войсковая часть 13736. Полк был включён в состав 73-й вспомогательной авиационной дивизии в/ч 21967, управление которой также было размещено в Остафьеве. В январе 1949 года дивизия переименована в 226-ю вспомогательную (с 31 декабря 1949 года — транспортная, с 25 июня 1956 года — военно-транспортная). В мае 1959 дивизия была расформирована.
Впоследствии 89-й отдельный транспортный авиационный полк был переподчинён командованию дальней авиации и сокращён до эскадрильи — была сформирована 2-я отдельная транспортная авиационная эскадрилья авиации ДД. За всю историю существования в/ч 13736 личным составом были освоены следующие типы самолётов: Ли-2, Ту-4Т (транспортный), Ил-14, Ан-12, Ан-24, Ан-26. На момент перебазирования эскадрильи в 1997 году на аэродром Ступино основным типом в эскадрилье был Ан-12, в количестве 8 бортов. В 1999 году 2-я отдельная транспортная авиационная эскадрилья в/ч 13736 была расформирована на аэродроме Ступино.
В 1959 году на аэродром Остафьево переводится с аэродрома Измайлово 277-я отдельная транспортная авиационная эскадрилья ВВС ВМФ (войсковая часть 42841), при этом аэродром Измайлово выводится из эксплуатации. Вместе с эскадрильей передислоцирована авиационно-техническая база (3099-я авиационно-техническая база ВВС ВМФ в/ч 49345). На основании директивы ГШ ВМФ ОМУ/4/11086 от 04.05.1963 года эскадрилья переформирована в 327-й отдельный транспортный Краснознамённый авиационный полк, с непосредственным подчинением командующему авиацией ВМФ СССР, с перевооружением на самолёты типа Ан-12.
С 1966 года в полк начали поступать самолёты Ан-24.
В 1970-х годах начинают поступать самолёты Ан-26, а затем — Ан-72 (последние в авиации ВМФ нигде, кроме как в Остафьеве, не эксплуатируются).
До 1993 года длина ВПП на аэродроме была 1520 м, из них 1200 — бетон. Затем полосу нарастили.
На основании Постановления Правления РАО «Газпром» от 3 февраля 1995 года приказом РАО «Газпром» от 3 февраля 1995 года учреждено и зарегистрировано Московской регистрационной палатой (22 марта 1995 года) ООО Авиапредприятие «Газпром авиа» с местом основного базирования аэродром Остафьево.
На основании директивы 1-го заместителя МО РФ № 314/5/0120 от 07.02.1998 года 327-й ОТП ВМФ переформируется в 399-ю отдельную транспортную АЭ МА с сохранением почётных наименований и места дислокации.
В 2000 году введен в эксплуатацию аэропортовый комплекс «Остафьево» для пассажирских авиаперевозок.
В соответствии с директивой первого заместителя МО РФ от 30 ноября 2000 года 314/5/0858, Главного Штаба ВМФ от 19 декабря 2000 года 730/1/0868, 399-я отдельная
транспортная авиационная Краснознаменная эскадрилья с 1 октября 2001 года переформировывается в 46-й отдельный транспортный авиационный Краснознаменный полк
ВМФ (войсковая часть 42841). В состав формируемого полка включена транспортная авиационная эскадрилья 240-го гв. ОСАП (ИИ) 444-го ЦБП и ПЛС.
В 2009 году была сформирована 7055-я гв. Краснознаменная Севастопольско-Берлинская авиабаза ВМФ (центрального подчинения, 2-й категории), с местом дислокации — аэродром Остафьево. Вместе с полком в состав данного формирования вошла 3099-я авиационно-техническая база. 7055-я АвБ получила боевое знамя от расформированного 240-го гв. ОСАП (ИИ).
В 2012 году 7055-я гв. авиабаза была преобразована в авиагруппу 7050-й гвардейской авиационной базы Северного флота (в/ч 49324-3). В гарнизон переехал штаб Морской авиации ВМФ РФ.
1 декабря 2014 года, в связи с формированием на аэродроме Ейск 190-го учебного авиационного полка 859-го Центра боевой подготовки и переучивания летного состава Морской авиации ВМФ, транспортная эскадрилья в Остафьеве была передана в состав этого полка в виде территориально обособленного подразделения с базированием на собственном аэродроме.
Помимо авиационных воинских частей, в военном городке Остафьево дислоцировался 919-й отряд морской инженерной службы (919 ОМИС), на котором лежало всё коммунальное хозяйство.
Остафьевские авиационные мастерские Осоавиахима СССР были созданы перед ВОВ для ремонта самолетов, моторов и радиоприборного оборудования. В дальнейшем (1966 год?) мастерские были преобразованы в 99-й завод авиационного технологического оборудования. Предприятие стало разрабатывать и изготавливать технологические изделия для оснащения ремонтных предприятий и строевых частей ВВС СССР.
ООО производственная многоотраслевая авиакомпания «Шар инк Лтд.» (ООО ПМА «Шар инк Лтд.») была создана в 1992 году. Основной тип деятельности — лётная эксплуатация воздушных судов, а также восстановление, ремонт и продажа авиационной техники. Место базирования — аэропорт Остафьево, флот компании состоял из 20 воздушных судов Ил-76 и Ан-74.
- В послевоенные годы на аэродроме Остафьево впервые в стране на базе центра АДД осваивалась система слепой посадки СП-50 «Материк» и проводилось обучение инспекторов дивизий, корпусов, армий, а также командно-летного состава Гражданского Воздушного Флота.
- На остафьевский транспортный полк ВМФ (впоследствии эскадрилью) были возложены задачи государственной важности, в частности такие, как: доставка специзделий на ядерный полигон «Новая Земля»; перевозка первых лиц государства на международные переговоры; обеспечение и снабжение действий морской пехоты при проведении контртеррористической операции на Северном Кавказе и мн. другое. Оперативные группы полка побывали в Кении, Сирии, Алжире, Гвинеи, Йемене, Польше, Болгарии, Венгрии, Германии, Англии, Финляндии, Италии, Греции, Турции, Марокко, Мавритании, Анголе, Конго, Мозамбике, Сомали, Эфиопии, Египте, Индии, Иране, Бирме, Лаосе, Вьетнаме, Монголии.

В 2020 году поступили сообщения о том, что Минобороны РФ может продать аэродром Правительству Москвы.
В январе 2024 года аэродром Остафьево был исключён из реестра аэродромов государственной авиации, было объявлено о прекращении его использования для авиационных полётов с 1 января 2024 года. В августе 2024 года поступили сведения о намерении Правительства Москвы закрыть аэропорт, а на его месте построить технопарк и жилые комплексы

## Показатели деятельности аэропорта
| год        | 2014 | 2015 | 2016 | 2017 |
| пассажиров | 9997 | 9438 | 6272 | 7700 |
| Источники: |      |      |      |      |

## Факты
- 8 мая 1804 года в Остафьеве, принадлежавшем тогда князю А. И. Вяземскому (отцу П. А. Вяземского), приземлилась на воздушном шаре первая русская воздухоплавательница княгиня П. Ю. Гагарина. Знаменитый воздушный шар долгое время после этого хранился в усадьбе Остафьево.
- Во второй половине 1940-х годов аэродром Остафьево уже использовался как аэропорт: отсюда на самолётах Ли-2 выполнялись регулярные почтово-пассажирские и грузо-пассажирские авиарейсы в различные города СССР (Ворошиловград, Грозный, Днепропетровск, Краснодар, Одесса, Ростов-на-Дону и другие)[14].
- Власти Москвы в начале 2000-х годов пытались добиться закрытия аэродрома Остафьево, так как он мешал застройке многоэтажными домами деревни Староникольское, входящей в район Южное Бутово и находящейся в зоне шумового воздействия аэропорта. Но «Газпром» с такими планами решительно не согласился[15].
- С 2010 года на территории аэродрома Остафьево базируются несколько вертолётов государственного учреждения «Московский авиационный центр» (ГУ МАЦ) ГОЧС города Москвы: Ка-32, EC-145, Ми-26[16].
- На плане развития московского метрополитена на 2013—2020 годы аэропорт Остафьево обозначен в неверном месте (на самом деле он находится в 6 километрах южнее). Это породило слухи о том, что к аэропорту будет подведена линия метро[17].